# Lijst van wapens van Noorse deelgebieden
Dit artikel bevat een lijst van wapens van Noorse deelgebieden. Het koninkrijk Noorwegen bestaat uit Noorwegen, Jan Mayen en Spitsbergen. Buiten het koninkrijk, maar wel onder Noors bestuur vallen Bouvet, Peter I-eiland en Koningin Maudland, die allen geen wapen voeren. Noorwegen bestaat uit elf provincies.
Jan Mayen voert geen wapen en komt daardoor niet op deze lijst voor.

## Wapens van landen

Wapen van Noorwegen

## Wapens van provincies van Noorwegen

Wapen van Agder
Wapen van Innlandet
Wapen van Møre og Romsdal
Wapen van Nordland
Wapen van Oslo
Wapen van Rogaland
Wapen van Trøndelag
Wapen van Troms og Finnmark
Wapen van Vestfold og Telemark
Wapen van Vestland
Wapen van Viken

## Wapens van voormalige provincies van Noorwegen

Wapen van Akershus
Wapen van Aust-Agder
Wapen van Buskerud
Wapen van Finnmark
Wapen van Hedmark
Wapen van Hordaland
Wapen van Nord-Trøndelag
Wapen van Oppland
Wapen van Sogn og Fjordane
Wapen van Sør-Trøndelag
Wapen van Telemark
Wapen van Troms
Wapen van Vest-Agder
Wapen van Vestfold
Wapen van Østfold

Overzichtsartikel: Wapens van subnationale entiteiten
Argentinië · België · Brazilië · Canada · Colombia · Duitsland · Estland · Frankrijk · Guatemala · Italië · Liechtenstein · Kroatië · Litouwen · Mexico · Nederland · Noorwegen · Oekraïne · Polen · Roemenië · Rusland · Spanje · Thailand · Uruguay · Verenigd Koninkrijk · Verenigde Staten · Wit-Rusland
Historisch: Joegoslavië